# Batalla de Sapienza
La Batalla naval de Sapienza, también conocida como la Batalla de Porto-Longo o Batalla de Zonklon, tuvo lugar en 1354, durante la Tercera Guerra veneciano- genovesa. La flota genovesa bajo Paganino Doria capturó la flota veneciana bajo Niccolò Pisani en el puerto de Sapienza o Porto Longo, entre las fortalezas de Modon (mod. Metone) y Navarino o Zonklon (Pylos) en el sur de Grecia.
- Datos: Q2889681
- Multimedia: Battle of Sapienza / Q2889681